# Francesco Bova
Francesco Bova (Catanzaro, 21 marzo 1920 – Roma, 4 aprile 2008) è stato un politico italiano.
È stato tra i fondatori della Democrazia Cristiana in Calabria nel 1945. Fu Sindaco di Catanzaro nel 1948 rimanendo in carica fino al 1956, consigliere provinciale, deputato per cinque legislature e Sottosegretario di stato alle Partecipazioni Statali nei Governi Moro IV e V e Andreotti III. Dal 1986 al 1988 è stato Co-presidente di Confartigianato e presidente onorario.